# التعديل الأول في ويكيبيديا

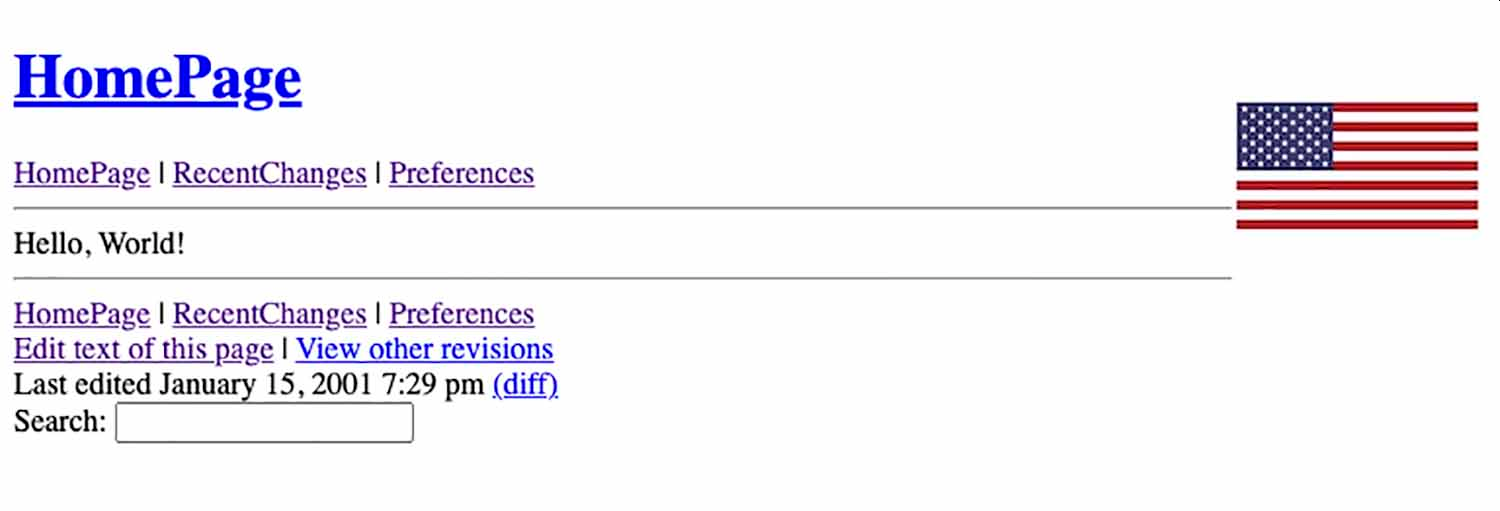
إعادة إنتاج لنسخة «مرحبا بالعالم!»، كما تم بيعها في مزاد كريستيز مقابل 750 ألف دولار أمريكي

تم إجراء أول تعديل في قاعدة بيانات ويكيبيديا، على الصفحة الرئيسية، في 15 يناير 2001، وينص في مجمله على «هذه هي ويكيبيديا الجديدة!» في ديسمبر 2021، أعلن المؤسس المشارك جيمي ويلز أنه سيبيع موقعًا إلكترونيًا يحتوي على إعادة إنشاء لتحرير سابق قال إنه أجراه ثم حذفه لاحقًا، والذي احتوى على النص «مرحبًا بالعالم!»، لأعلى مزايد كرمز غير قابل للاستبدال (NFT).

## الخلفية
تم طرح مفهوم الموسوعة النصية التشعبية المكتوبة بشكل تعاوني والمرخصة بحرية لأول مرة في تسعينيات القرن العشرين؛ اقترح ريتشارد ستولمن «موسوعة عالمية مجانية ومورد تعليمي» في عام 1998. في عام 2001، تصور لاري سانجر ويكيبيديا كمصدر لإدخالات تطوعية من عامة الناس يمكن بعد ذلك «إدخالها» في نيوبيديا، وهي موسوعة تعاونية أسسها جيمي ويلز وكتبها «مساهمون متطوعون مؤهلون» بعملية مراجعة متعددة الخطوات. قالت رسالة أرسلها سانجر إلى قائمة بريد نيوبيديا «اسمح لي [...] بالذهاب إلى هناك وإضافة مقال صغير. سيستغرق الأمر خمس أو عشر دقائق». في 13 يناير 2001، تم تسجيل اسم نطاق ويكيبيديا، وفي 15 يناير 2001، تم إطلاق ويكيبيديا.

## التعديل الأول

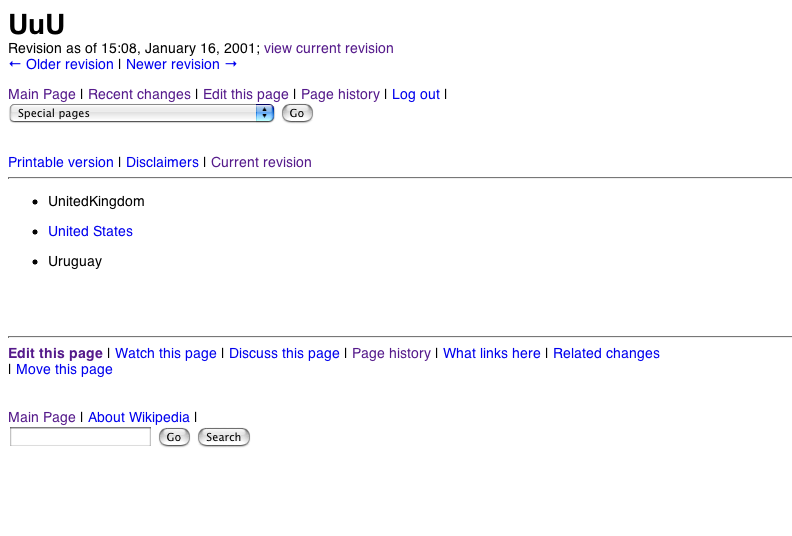
التعديل الذي تم في 16 يناير 2001 للمستخدم «UuU» والذي كان في السابق أقدم تعديل موجود في قاعدة بيانات ويكيبيديا

تاريخيًا، كان أقدم تعديل باقٍ على قاعدة بيانات ويكيبيديا هو مراجعة بتاريخ 16 يناير 2001 لصفحة UuU، والتي تم إنشاؤها كقائمة من البلدان التي تبدأ بالحرف U وتم تسميتها بشكل غريب بسبب اعتبارات البرمجيات في ذلك الوقت. ومع ذلك، تم تخزين تواريخ الصفحات خلال ذلك الوقت بشكل غير موثوق به بواسطة برنامج استخدم مودويكي [الإنجليزية]؛ في عام 2010، تم العثور على سجلات لم يكن من الممكن الوصول إليها سابقًا لمراجعات استخدم مودويكي المبكرة في الأرشيفات بواسطة مطور ويكيميديا تيم ستارلينج. عندما تم استيراد هذه التعديلات إلى قاعدة بيانات ويكيبيديا في الساعة 02:28، 30 يوليو 2019 (توقيت عالمي منسق)، أصبح أقدم تعديل مسجل لها هو إنشاء الصفحة الرئيسية في 15 يناير 2001 مع النص «هذه هي ويكيبيديا الجديدة!» بواسطة شخص مجهول يستخدم خادم office.bomis.com. عند إبلاغه باستيراد هذه التعديلات، قال ويلز:
للتوضيح، هذه أقدم التعديلات التي تم العثور عليها، ولكنها ليست أقدم التعديلات. في الأيام الأولى لويكي استخدم التعديل، قمت بحذف الكثير من الأشياء *على القرص الصلب* (حيث كانت هذه هي الطريقة الوحيدة للقيام بذلك حقًا). لن يتم العثور على هذه الأشياء بالطبع. كانت الكلمات الأولى، التي تم حذفها قريبًا، «مرحبًا بالعالم!»

## بيع الرموز غير القابلة للاستبدال
في 3 ديسمبر 2021، أعلن ويلز أنه سيبيع، من خلال دار كريستيز للمزادات، رمزًا غير قابل للاستبدال (NFT) لإعادة إنشاء ما ادعى أنه أول تعديل على ويكيبيديا، والذي تم إجراؤه قبل تعديل «هذه هي ويكيبيديا الجديدة!». كان تعديل ويلز، الذي تم إدراج طابعه الزمني على أنه 18:29 بالتوقيت العالمي المنسق في 15 يناير 2001، موجودًا على الصفحة الرئيسية. كان يتألف من النص «مرحبًا بالعالم!»؛ تم إجراؤه كاختبار وتم مسحه لاحقًا. في السابق، تم تحويل الرموز الأخرى التي تشير إلى «[قطع] من تاريخ الإنترنت» إلى «رموز غير قابلة للاستبدال باهظة الثمن» – في يونيو 2021، باعت شركة سوذبيز بالمزاد رمزًا يشير إلى صورة جي آي إف متحركة مصنوعة من ملف نصي من النص المصدر الأصلي لتيم بيرنرز لي لبعض ميزات شبكة الويب العالمية؛ وقد بيعت مقابل 5،434،500 دولار أمريكي.
لم يكن المنتج المعروض للبيع ملكية فعلية للتعديل (حيث يتم إصدار محتوى ويكيبيديا بموجب ترخيص حقوق متروكة)، بل كان «عنصرًا رقميًا» يسجل اسم المشتري إلى جانب عنوان يو آر إل للتعديل ولا يمنح المالك في حد ذاته أي حقوق خاصة.[إخفاق التحقق] ومع ذلك، تم وضع خطط لإنشاء موقع ويب، «تعديل هذا الرمز غير القابل للاستبدال»، يعكس الصفحة الأصلية فقط؛ وسيُسمح للمشتري بتعديله. بيع مقابل 750.000 دولار أمريكي. اعترض العديد من محرري ويكيبيديا على البيع لأسباب مختلفة. جادل بعض المحررين، بما في ذلك الإداريون، بأن استخدام ويلز لصفحة ملف تعريف المستخدم الخاصة به للإعلان عن البيع كان انتهاكًا لإرشادات ويكيبيديا ضد الترويج الذاتي. انتقد محررون آخرون البيع على أساس أن الندرة المصطنعة للرموز غير القابلة للاستبدال تتعارض مع مبادئ المعرفة الحرة مفتوحة المصدر في ويكيبيديا. لم يعارضوا على نطاق واسع قيام ويلز ببيع جهاز آي ماك الذي كان يستخدمه في ذلك الوقت، لكنهم اعترضوا على رموز غير قابلة للاستبدال لتمثيل ما اعتبروه تعديًا على الربح على المنصة.